# Tipula (Acutipula) platycantha
Tipula (Acutipula) platycantha is een tweevleugelige uit de familie langpootmuggen (Tipulidae). De soort komt voor in het Palearctisch en Oriëntaals gebied.